# Museo Entomológico Fritz Plaumann
El Museo Entomológico Fritz Plaumann es un museo entomológico ubicado en la ciudad de Seara en el estado de Santa Catarina en Brasil. El museo contiene la colección del entomólogo Fritz Plaumann. El museo es propiedad pública y su gestión es compartida entre la Universidad Federal de Santa Catarina y el gobierno municipal de Seara, donde vivió el entomólogo. La entrada al museo es gratuita.

## Colección
El museo tiene una colección de aproximadamente 80.000 insectos de 17.000 distintas especies, la mayoría de ellos capturados por el doctor Plaumann en la zona del alto río Uruguay. 
Como comparación, la colección del Fritz Plaumann es más pequeña que los museos entomológicos más grandes del país, como la colección del Museo Nacional de Brasil con aproximadamente 7 millones de insectos, el Museo de Zoología de São Paulo con 4,7 millones de insectos o la colección de la Universidad Federal de Paraná con 3 millones de ejemplares.